# 小禄
小禄（おろく、沖縄語: ウルク）は、沖縄県那覇市最南部の位置する一地区で、かつては島尻郡小禄村（おろくそん）として存在していた。
1954年に那覇市に編入。現在、那覇市役所小禄支所の管轄。一般的に小禄支所管内（おろくししょかんない）といわれる。
本項では島尻郡小禄村についても述べる。

## 概要
那覇市南西部の半島状の部分に位置する。その北部には国場川が流れ、現在では那覇市唯一の在日米軍基地である那覇港湾施設（那覇軍港）が存在する（ただし軍港内の住吉町・垣花町と隣接する山下町・奥武山町はもともと小禄の一部だったが、19世紀末に那覇区に編入されたため現在は小禄支所管内ではなく本庁管内である）。
陸上自衛隊の那覇駐屯地、航空自衛隊の那覇基地がある。
那覇空港があり、沖縄県の空の玄関としての役割を持ち、沖縄都市モノレール線、本島内各会社の路線バス、高速バスが通り、空港周辺はレンタカーの事務所が軒を連ねる。そのため、沖縄本島の交通の要所としての役割を持つ。
また、中西部の金城（かなぐすく）地区は、米軍基地施設の跡地利用により建設され、ショッピングセンターなどが立ち並び、住宅街としても整備される。南東部の宇栄原地区には大規模な団地がある。小禄はここ20〜30年で発展し、ほぼ全域で土地区画整理事業を盛んに行なってきた。
古くから小禄に定住している人は、ウルクンチュ（小禄の人、小禄人）と呼ばれ、ムンチュー（門中）意識が強い。特に年配者は、ウルクムニー（小禄喋り）と呼ばれる独特のイントネーションで話す。

## 小禄の町名
- 字赤嶺（あかみね）※
- 赤嶺1 - 2丁目
- 字宇栄原（うえばる）
- 宇栄原1 - 3丁目
- 字小禄（おろく）
- 小禄1 - 5丁目
- 字安次嶺（あしみね）
- 字大嶺（おおみね）※
- 金城1 - 5丁目（かなぐすく）
- 字鏡水（かがみず）
- 鏡原町（きょうはらまち）
- 字具志（ぐし）※
- 具志1 - 3丁目
- 高良1 - 3丁目（たから）
- 字田原（たばる）
- 田原1 - 4丁目
- 字当間（とうま）
- 字宮城（みやぐすく）※
- 宮城1丁目

※字大嶺は那覇空港滑走路部分にあたり、また字赤嶺・具志・宮城は大部分が自衛隊施設と一部が娯楽施設として使用されていることから無住である。

## 沿革
- 1673年 真和志間切から小禄・儀間・金城の3村を、豊見城間切から赤嶺・安次嶺・当間・大嶺・具志・高良・宇栄原・宮城の8村をそれぞれ分割・合併し、小禄間切となる。
- 1896年 郡区制導入により島尻郡に編入される。また山下などの北側の一部が那覇区に編入。
- 1908年4月1日 島嶼町村制により小禄間切が小禄村となる。
- 1933年 那覇空港の前身となる小禄飛行場が海軍によって建設される。
- 戦後、大嶺・当間など海沿いの西部が米軍に接収され、住民は集団移転する。
- 1954年9月1日 首里市とともに那覇市に編入され、小禄村は廃止される。
- 1974年3月2日 小禄の幼稚園そばで行われていた下水道工事現場で不発弾爆発事故。園児ら4人が死亡する。
- 1980年 国道331号以東の米軍施設が返還される。
- 1989年12月 国道331号小禄バイパスが開通。
- 1993年11月 小禄にイオン那覇ショッピングセンターが開店（沖縄県では初出店）。
- 1999年5月 那覇空港現国内線ターミナルビルが完成。
- 2003年8月10日 沖縄都市モノレール（ゆいレール）が開通。

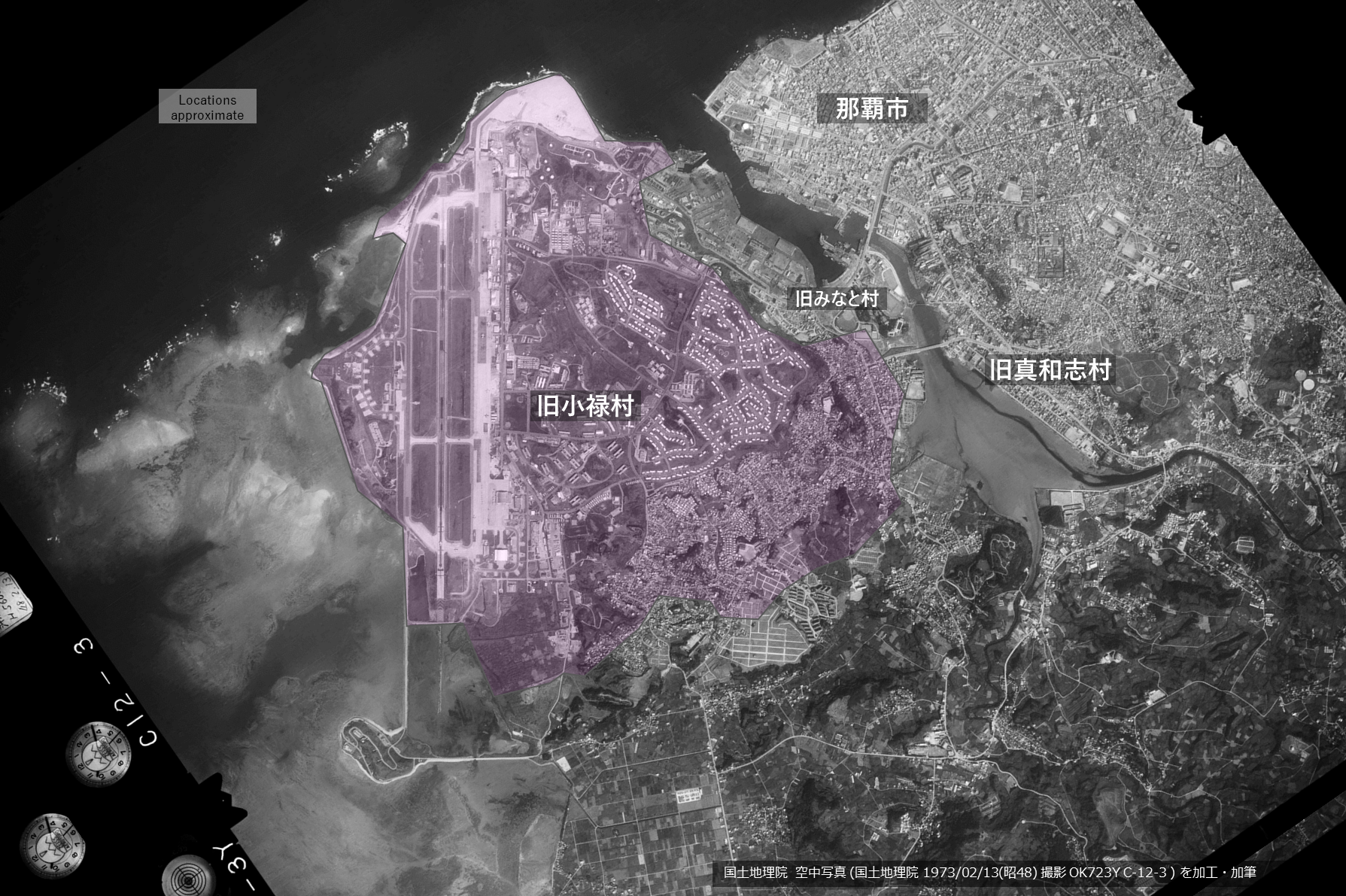
小禄半島 空中写真 (1973年) と旧小禄村のおよその位置

## 基地
小禄村では沖縄戦以後も米軍による土地の強制接収があり、小禄村のそのほとんどが米軍基地となった。
1933年8月、日本軍が旧小禄村大嶺の土地を強制接収し小禄飛行場を建設した。
1945年、沖縄戦の激戦地となった小禄での戦闘後、米軍によって占領され、基地建設「那覇エアベース」や那覇軍港に関連する諸施設が建設され、住民は収容所に収容される。
1947年8月、米軍は具志・宮城・高良・赤嶺の住民に帰村を許可した。米軍はこの時点で既に小禄村の面積の70.45%を占有していたため、住む場所を奪われた住民は、米軍が廃棄したテントを張ったり、トタン葺きの仮住まいを建て、そこに何世帯かが同居するという状態であった。
1953年12月5日、米国民政府は米軍住宅建設のため、具志に武装兵を出動させ、さらに約2.4万坪を接収し、米軍の那覇空軍・海軍補助施設を設置した。これにより小禄村の8割以上が米軍基地となった。
1954年、那覇市に編入され、小禄村は廃止された。
1972年、沖縄返還協定により、多くの米軍基地が自衛隊基地として移管された。
| アメリカ軍基地（沖縄返還協定時） | アメリカ軍基地（沖縄返還協定時） | 沖縄返還以降                                                       |
| -------------------------------- | -------------------------------- | ------------------------------------------------------------------ |
| FAC6064                          | 那覇港湾施設（旧称 那覇軍港）    |                                                                    |
| FAC6066                          | 那覇空軍・海軍補助施設           | 返還協定C表: 空自那覇基地に移管 金城地区の返還                     |
| FAC6067                          | 那覇サイト (ミサイルサイト)      | 返還協定B表: 空自那覇基地に移管 空自衛隊那覇基地那覇高射教育訓練場 |
| FAC6089                          | 那覇海軍航空施設                 | 沖縄空港                                                           |
| -                                | 那覇ホイール地区                 | 返還協定C表: 陸自那覇駐屯地に移管                                  |

1982年3月31日～1986年10月31日、多くの米軍基地がそのまま自衛隊基地に移行するなか、1982年から1986年にかけて那覇空軍・海軍補助施設の東側にある金城地区 (108.8ha)が返還された。1983年から小禄金城土地区画整備事業が行われ、那覇の郊外型大型店舗とベッドタウンとして発展、その経済効果は返還前と比較して14倍となった。

## 教育

### 高等学校
- 沖縄県立小禄高等学校
- 沖縄県立那覇西高等学校

### 中学校
- 那覇市立小禄中学校
- 那覇市立金城中学校
- 那覇市立鏡原中学校

### 小学校
- 那覇市立小禄小学校
- 那覇市立小禄南小学校
- 那覇市立宇栄原小学校
- 那覇市立高良小学校
- 那覇市立金城小学校
- 那覇市立さつき小学校

## 交通

### 空港
- 那覇空港

### 鉄道
- 沖縄都市モノレール線
  - 那覇空港駅
  - 赤嶺駅
  - 小禄駅
  - 奥武山公園駅（住所は奥武山町だが、鏡原町に面している）

### 道路
国道
- 那覇空港自動車道（国道506号）小禄道路（予定）
- 国道58号沖縄西海岸道路那覇西道路
- 国道329号那覇東バイパス（本線は小禄を通らない）
- 国道331号
  - 小禄バイパス
- 国道332号

県道
- 沖縄県道7号奥武山米須線（主要地方道）
- 沖縄県道62号線
- 沖縄県道221号那覇内環状線
- 沖縄県道231号那覇空港線（赤嶺以南は旧国道331号）

### 路線バス
- 9番・小禄石嶺線（那覇バス市内線）
- 11番・安岡宇栄原線（那覇バス市内線）
- 17番・石嶺（開南）線（那覇バス市内線）
- 55番・牧港線（琉球バス交通）
- 56番・浦添線（琉球バス交通）
- 87番・赤嶺てだこ線（沖縄バス）
- 88番・宜野湾線（琉球バス交通）
- 89番・糸満（高良）線（琉球バス交通・沖縄バス共同運行）
- 98番・琉大（バイパス）線（琉球バス交通）
- 101番・平和台安謝線（那覇バス）
- 105番・豊見城市内一周線（琉球バス交通）
- 256番・浦添てだこ線（琉球バス交通）
- 446番・那覇糸満線（那覇バス）

那覇空港発着の路線
- 23番・具志川線（琉球バス交通）　一部の便のみ
- 26番・宜野湾空港線（琉球バス交通）
- 83番・玉泉洞線（琉球バス交通）　一部の便のみ
- 95番・空港あしびなー線（那覇バス）
- 99番・天久新都心線（琉球バス交通）
- 111番・高速バス（琉球バス交通・沖縄バス・那覇バス・東陽バス4社共同運行）
- 113番・具志川空港線（琉球バス交通）
- 117番・高速バス（美ら海直行）（琉球バス・沖縄バス・那覇バス3社共同運行）
- 120番・名護西空港線（琉球バス交通・沖縄バス共同運行）
- 123番・石川空港線（琉球バス交通）
- 125番・普天間空港線（那覇バス）
- 152番・イオンモール沖縄ライカム（高速）線（琉球バス交通）
- 888番・やんばる急行バス
- 955番・空港OTS線（那覇バス）
- 那覇空港 - 瀬長島線（中部観光サービス）
- 空港リムジンバス全線（沖縄バス）
- カヌチャシャトルバス（琉球バス交通）
- 沖縄エアポートシャトル
- 美ら海ライナー（カリー観光）
- 北谷ライナー（カリー観光）

## 主要施設
- 陸上自衛隊那覇駐屯地
- 航空自衛隊那覇基地
- 沖縄産業支援センター
  - 沖縄観光コンベンションビューロー
  - 沖縄県物産公社
- ともかぜ振興会館
- 那覇市保健センター
- 沖縄都市モノレール株式会社